# Simon Kuper
Simon Kuper (* 15. Oktober 1969 in Kampala) ist ein britischer Journalist. Der Schwerpunkt seiner Arbeit liegt im Fußball, aber auch über andere Sportarten hat er publiziert.

## Leben
Kuper ist Sohn des südafrikanischen Anthropologen Adam Kuper, mit dem er als Kind in die Niederlande zog. Dort wuchs er im Wesentlichen auf, unterbrochen von Auslandsaufenthalten aufgrund der Lehr- und Forschungstätigkeiten seines Vaters in Deutschland, den Vereinigten Staaten, Südafrika und Großbritannien. Er studierte Deutsch und Geschichte an der Oxford University und später der Harvard University. Anschließend arbeitete er vornehmlich als Journalist, wobei er anfangs über den Finanzbereich u. a. bei der Financial Times schrieb. Kuper hat (2017) eine Kolumne in Life & Arts in der FT Weekend.
1994 erschien Kupers Erstlingswerk Football against the enemy, das ihm etliche Auszeichnungen einbrachte. In der Folge verfasste er mehrere Bücher, in denen er das kulturelle Umfeld um Fußball beschrieb. Zudem arbeitete er als Kolumnist für The Observer, The Guardian und die Financial Times in Großbritannien sowie De Pers und Vrij Nederland in den Niederlanden. Dem niederländischen Fußballfachmagazin Hard Gras steuert er regelmäßig Beiträge zu, ebenfalls erschienen Features in anderssprachigen Fachzeitschriften wie 11 Freunde oder Offside.

## Werke (Auswahl)
- Football against the enemy, 1994
- Ajax, The Dutch, the War: Football in Europe during the Second World War, 2003
- mit Stefan Szymanski: Soccernomics, ISBN 978-0-00-745784-7, 2009
- mit Roger A. Pielke junior: The Edge: The War Against Cheating and Corruption in the Cutthroat World of Elite Sports, (2016, Roaring Forties Press), ISBN 978-1-938-90157-7
- Barca. Aufstieg und Fall des Klubs, der den modernen Fussball erfand, Edel Verlagsgruppe, Hamburg 2023, ISBN 978-3-98588-045-4.
- Impossible City: Paris in the Twenty-First Century. Profile, London 2024, ISBN 978-1-80081-648-0.